# Lutróforo

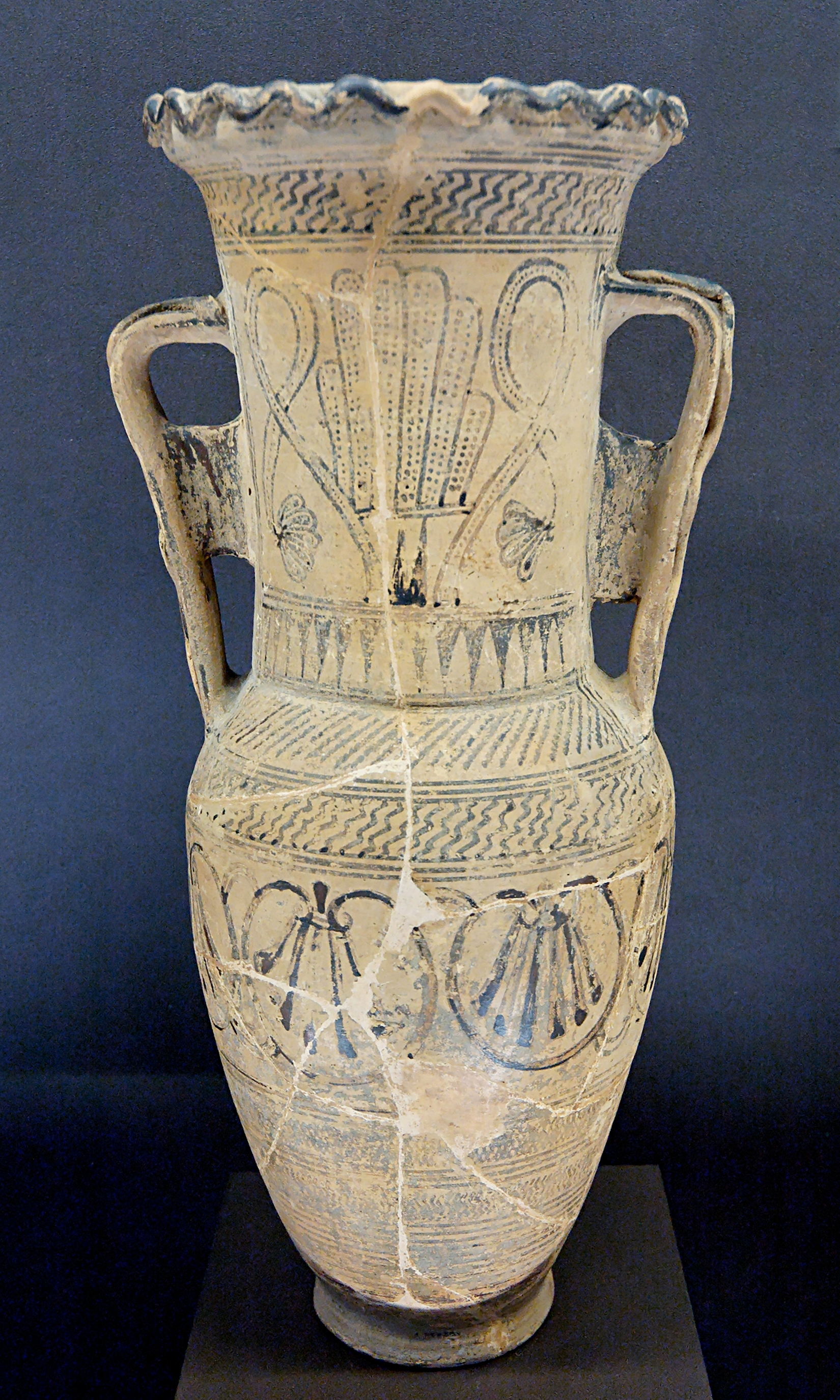
Lutróforo protoático del Pintor de Analatos, c. 680 a. C., Museo del Louvre (CA 1960)

Lutróforo (en griego antiguo λουτροφόρος y en griego moderno λουτρόν/loutron y φέρω/pherō, es decir vaso para llevar el agua del baño) es un tipo de vaso de cerámica griega caracterizado por tener un cuello alargado con dos asas. Fue usado para llevar agua durante los rituales de la celebración de matrimonios o en los funerales, donde era colocado en las tumbas de las mujeres solteras.
El día anterior al enlace nupcial o en la mañana del día elegido, las amigas de la novia recogían agua en el lutróforo para proceder a su baño. Se procedía así, porque además de limpieza física de la novia, tenía un doble concepto de ritual de ruptura de la novia con su vida anterior y de fertilidad, de la misma forma que el agua fecunda la tierra.
También son un motivo habitual en las lápidas, bien como un relieve (por ejemplo, el lecito en la estela de Panecio) o bien como vaso de piedra. Se han encontrado muchos en el zona funeraria del Cerámico de Atenas, alguno de los cuales se conservan en el Museo Arqueológico Nacional de Atenas. En general, es un recipiente que aparece en abundantes sitios arqueológicos del Mediterráneo del mapa de la colonización griega.
La producción de lutróforos comenzó en el período arcaico de Grecia (como se refleja en la diversa decoración geométrica) y se mantuvo hasta el final de la época helenística, adquiriendo particular relevancia en la Magna Grecia. Artísticamente se produce una evolución desde la forma vascular particularmente interesada en las asas, cada vez más elaboradas y barrocas, y la forma general del vaso, más estilizadas y alargadas. 